# Olaf Rauschenbach
Olaf Rauschenbach (auch Olaf Hensel-Kirscht; * 1970) ist ein deutscher Schauspieler, Regisseur und Produzent.

## Leben
Rauschenbach studierte von 1991 bis 1995 an der Hochschule der Künste in Berlin und erhielt anschließend ein Stipendium der Akademie der Künste Berlin-Brandenburg, Abteilung Film und Medienkunst.
Von 1994 bis 2010 war er freiberuflich als Schauspieler tätig. Er hatte Theaterengagements u. a. an der Schaubühne am Lehniner Platz und am Nationaltheater Weimar, nach Erfurt und Trier. Hauptsächlich war er jedoch in verschiedenen deutschen TV und Filmproduktionen beschäftigt, u. a. auch im israelischen Fernsehen (Die Manis). Seit 2012 tritt er nur noch vereinzelt in TV- oder Filmrollen auf.
Unter dem Titel Apollon, göttliche Unterhaltung entwickelte Rauschenbach ab 1997 zuerst allein, ab 2000 zusammen mit Jörg Pintsch und Sohila Barfi theatrale Stadtführungen – Theater aus deutscher Geschichte im Stadtraum. Ziel war es, die Dramatik ideologisch gefärbter, unterschiedlicher Geschichtsauslegung und Stadtgestaltung in Berlin, sichtbar und erlebbar zu machen. So entstanden nacheinander Mauerwahn und Königsträume (2003), Vorwärts ins Vergessen (2004) und Joureny to the Past (2006). In Koproduktion mit dem Nationaltheater Weimar folgte 2006 für zwei Spielzeiten Sehnsucht nach Deutschland – Reise durch eine versunkene Stadt. Seit 2010 existiert das Projekt Apollon, göttliche Unterhaltung nicht mehr.
Mit Kongomüller produzierte Olaf Rauschenbach einen 30-minütigen Kurzfilm Ein Diskussionsbeitrag zur öffentlichen Debatte über die Folgen von Militäreinsätzen.
Es folgte 2014 Wir sind unschuldig!, ein mittellanger Spiel- und Dokumentarfilm zum Thema des Nebeneinanders von Krieg und Unterhaltung in den Medien, versinnbildlicht u. a. durch die Schlacht von Stalingrad, dem unmittelbar darauf entstandenen Film Die Feuerzangenbowle und Schlagern aus dieser Zeit.
2015 initiierte Olaf Rauschenbach mit Laiendarstellern das Film- und Theaterprojekt Fadesse (Übermut tut gut! Projektgruppe) mit Figuren und Motiven aus Dostojewskis Schuld und Sühne, Bruckner Leonce und Lena und Zitaten von Martin Buber, u. a. aus der Rede zur Verleihung des Friedenspreises des deutschen Buchhandels 1953. 2016 stellte Rauschenbach die Dokumentation MöbelpackerZ fertig. Die Filme sind regelmäßig in kleinen Kinos zu sehen.
Seit 2016 arbeitet Olaf Rauschenbach mit Laiendarstellern an Das Weltschmerzprojekt und als Schauspieldozent an der Athanor Akademie in Passau.
Seit 2017 ist er Dozent für Schauspiel an der Hochschule für Musik Nürnberg, Filmschauspiel an der Theaterakademie Stuttgart und Schauspiel an der Zerboni Schauspielschule München.
Mit dem Titel „Drei Frauen“ produziert Olaf Rauschenbach in Eigenregie seit 2022 eine unabhängige, crowdfinanzierte Webserie als soziokulturelles Filmprojekt. Sie erzählt den Roman „Tristan“ nach, das wichtigste Werk des mittelalterlichen Dichters Gottfried von Straßburg.

## Filmografie (Auswahl)

### Kino
- 2001: Pinky und der Millionenmops
- 2005: Zeppelin!
- 2007: In deiner Haut

### Fernsehen
- 1994: Die Manis (Israelisches Fernsehen)
- 1996: Max Wolkenstein
- 1997: Parkhotel Stern
- 1998: Alphateam
- 1998: Der Fahnder
- 1998: Tatort – Berliner Weiße
- 1998: Sommergewitter
- 1999: Mama ist unmöglich
- 1999: Holstein Lovers
- 1999: Happy Birthday
- 1999: St. Angela
- 2000: Wolffs Revier
- 2000: Tatort – Einsatz in Leipzig
- 2000: Tatort – Von Bullen und Bären
- 2001: Der Liebe entgegen
- 2001–2002: Küstenwache
- 2002–2003: In aller Freundschaft
- 2002: Verirrte Gefühle
- 2002: Alarm für Cobra 11
- 2005: Im Namen des Gesetzes
- 2005: Der letzte Zeuge
- 2006: Ich Narr des Glücks – Das Leben des Heinrich Heine
- 2007: R.I.S. - Die Sprache der Toten
- 2008: Wege zum Glück
- 2010: Garmischer Bergspitzen (Fernsehfilm)
- 2011: Die Rosenheim-Cops – Ein mörderischer Verdacht
- 2012: Tatort – Ein neues Leben
- 2015: Die Rosenheim-Cops – Der falsche Kaiser
- 2018: Tatort – KI

## Theater
- 1998: Tatsächlich Besuch (Schaubühne am Lehniner Platz)
- 2006: Sehnsucht nach Deutschland (Deutsches Nationaltheater Weimar)
- 2006: Indien (Neues Schauspiel Erfurt)